# Departamentul Santa Ana
Departamentul Santa Ana este una dintre cele 14 unități administrativ-teritoriale de gradul I  ale statului  El Salvador. La recensământul din 2007 avea o populație de 523.655 locuitori. Reședința sa este orașul Santa Ana. A fost fondat în 1855.